# Lange (DJ)
Lange (* 4. Juni 1974; bürgerlicher Name Stuart Langelaan) ist ein britischer Trance-DJ und -Produzent. Er ist auch unter den Pseudonymen Firewall, Offbeat und X-odus bekannt.

## Biographie
Lange begann seine Karriere im Jahr 1997, als er einen Vertrag beim britischen Label Additive Records unterschrieb. Sein erster Erfolg war der Remix von DJ Sakins „Protect Your Mind“, das auf Platz 4 in den UK-Single-Charts kam. Weitere bekannte Remixe machte er von Faithless und von den Pet Shop Boys.
Seine Single „Drifting Away“ erreichte 2002 Platz 9 in den britischen Charts, was zu einem Auftritt in der britischen Show Top of the Pops auf BBC One führte. Lange stand auch hinter dem Song „You Take My Breath Away“ von SuReal, das im Jahr 2000 auf Platz 15 in den UK-Single-Charts kam.
2007 veröffentlichte Lange sein Debütalbum Better Late Than Never, zuerst elektronisch und im Frühling 2008 auf einer Doppel-CD. Während die erste CD neue Songs enthielt, wurden auf der zweiten CD einige Hits aus seiner Vergangenheit zusammengestellt. Drei Singles des Albums wurden erfolgreich veröffentlicht: „Songless“, „Angel Falls“ und am erfolgreichsten war „Lange feat. Sarah Howells – Out of the Sky“.
2009 kam Lange in der Wahl der Top 100 DJs von DJ Mag auf Platz 31.

## Diskographie

### Studioalben
| Jahr | Titel                  | Label             |
| ---- | ---------------------- | ----------------- |
| 2007 | Better Late Than Never | Maelstrom Records |
| 2010 | Harmonic Motion        | Maelstrom Records |
| 2013 | We Are Lucky People    | Lange Recordings  |

### Remix-Alben
| Jahr | Titel                       | Label            |
| ---- | --------------------------- | ---------------- |
| 2014 | We Are Lucky People Remixed | Lange Recordings |

### Singles
| Jahr | Titel                                           | Genutztes Pseudonym  | Label                             |
| ---- | ----------------------------------------------- | -------------------- | --------------------------------- |
| 1998 | The Root of Unhappiness / Obsession             | Lange                | Additive                          |
| 1999 | I Believe feat. Sarah Dwyer                     | Lange                | Additive                          |
| 2000 | Follow Me feat. The Morrighan                   | Lange                | Positiva                          |
| 2000 | You Take My Breath Away                         | SuReal               | Maelstrom Recordings              |
| 2001 | Always On My Mind                               | SuReal               | unbekannt                         |
| 2001 | Reflections / Touched                           | Firewall             | Activation                        |
| 2001 | Memory vs. Dumonde                              | Lange                | Superstar Recordings              |
| 2001 | Drifting Away feat. Skye                        | Lange                | VC Recordings                     |
| 2001 | The Way I Like It                               | Firewall / S.L.      | Unter keinem Label veröffentlicht |
| 2002 | Atacama / Summer In Space mit Pulser            | The Bass Tarts       | Unter keinem Label veröffentlicht |
| 2002 | Don’t Think It (Feel It) feat. Leah             | Lange                | Nebula                            |
| 2002 | Touched                                         | Firewall             | Afterglow Records                 |
| 2003 | I’m In Love Again                               | X-odus               | Inferno                           |
| 2003 | Intercity                                       | LNG                  | Tsunami Special Blend             |
| 2003 | Sincere                                         | Firewall             | A State Of Trance                 |
| 2004 | Sincere For You feat. Kirsty Hawkshaw           | Lange                | Lange Recordings                  |
| 2004 | In Control / Skimmer                            | Vercetti             | Lange Recordings                  |
| 2004 | Kilimanjaro                                     | Lange pres. Firewall | Lange Recordings                  |
| 2004 | Reflections / Touched                           | Lange pres. Firewall | Lange Recordings                  |
| 2005 | Sincere 2005                                    | Lange pres. Firewall | Lange Recordings                  |
| 2005 | This Is New York / X Equals 69 vs. Gareth Emery | Lange                | Lange Recordings                  |
| 2005 | If I Ever See You Again                         | Offbeat              | Feverpitch                        |
| 2006 | Bermuda / Radar feat. Mike Koglin               | Lange                | Five AM                           |
| 2006 | Looking Too Deep feat. Firewall feat. Jav D     | Lange                | Armada Music                      |
| 2006 | Back On Track / Three vs. Gareth Emery          | Lange                | Lange Recordings                  |
| 2006 | Dial Me Up                                      | Lange                | Lange Recordings                  |
| 2006 | Another You, Another Me vs. Gareth Emery        | Lange                | Vandit Records                    |
| 2007 | Red October                                     | Lange                | Lange Recordings                  |
| 2007 | Angel Falls                                     | Lange                | Lange Recordings                  |
| 2008 | Songless                                        | Lange                | Maelstrom Recordings              |
| 2008 | Out Of The Sky feat. Sarah Howells              | Lange                | Maelstrom Recordings              |
| 2008 | Reflections                                     | Lange pres. Firewall | Lange Recordings                  |
| 2009 | Wanderlust                                      | Lange pres. Firewall | Anjunabeats                       |
| 2009 | Let It All Out feat. Sarah Howells              | Lange                | Lange Recordings                  |
| 2009 | Happiness Happening (2009) feat. Tracey Carmen  | Lange                | Lange Recordings                  |
| 2009 | Stadium Four vs. Andy Moor                      | Lange                | AVA Recordings                    |
| 2010 | Under Pressure                                  | Lange                | Lange Recordings                  |
| 2010 | Live Forever feat. Emma Hewitt                  | Lange                | Maelstrom Records                 |
| 2010 | Strong Believer feat. Alexander Klaus           | Lange                | Maelstrom Records                 |
| 2010 | Harmonic Motion                                 | Lange                | Maelstrom Records                 |
| 2010 | All Around Me feat. Betsie Larkin               | Lange                | Maelstrom Records                 |
| 2011 | Electrify mit Fabio XB pres. Yves De Lacroix    | Lange                | S107 Recordings                   |
| 2011 | Reflections (Lange 2011 Rework)                 | Lange                | Lange Recordings                  |
| 2011 | Lange Remix EP1                                 | Lange                | Lange Recordings                  |
| 2011 | Lange Remixed EP2                               | Lange                | Lange Recordings                  |
| 2011 | Brandalism                                      | LNG                  | Lange Recordings                  |
| 2011 | Hoover Damn                                     | LNG                  | Magik Muzik                       |
| 2011 | HarmonyWill Kick You In The Ass                 | LNG                  | Magik Muzik                       |
| 2012 | Crossroads feat. Stine Grove                    | Lange                | Lange Recordings                  |
| 2012 | We Are Lucky People                             | Lange                | Lange Recordings                  |
| 2012 | Our Way Home feat. Audrey Gallagher             | Lange                | Lange Recordings                  |
| 2012 | Destination Anywhere                            | Lange                | Lange Recordings                  |
| 2012 | Obvious mit Betsie Larkin                       | Lange                | Premier                           |
| 2013 | Hold That Sucker Down                           | Lange                | Lange Recordings                  |
| 2013 | Fireflies mit Cate Kanell                       | Lange                | Lange Recordings                  |
| 2013 | A Different Shade of Crazy                      | Lange                | Lange Recordings                  |
| 2013 | Risk Worth Taking feat. Susana                  | Lange                | Lange Recordings                  |
| 2013 | Our Brief Time in the Sun                       | Lange                | Lange Recordings                  |
| 2013 | Imagineer                                       | Lange                | Lange Recordings                  |
| 2014 | Insatiable mit Betsie Larkin                    | Lange                | Lange Recordings                  |
| 2014 | Hey! While The Sun Shines                       | Lange pres. Firewall | Blackhole Recordings              |
| 2014 | Immersion                                       | Lange vs. Genix      | Anjunabeats                       |
| 2015 | Formula None                                    | Lange                | Lange Recordings                  |
| 2015 | Origin                                          | Lange                | Lange Recordings                  |
| 2015 | Weaponized (zusammen mit Kirkwood)              | Lange                | Create Music                      |
| 2015 | Wired To be Inspired                            | Lange                | Create Music                      |
| 2016 | Airpocalypse                                    | Lange                | In Trance We Trust                |
| 2016 | Hacktivist                                      | Lange                | FSOE Excelsior                    |
| 2016 | Conspiracy                                      | Lange                | Create Music                      |
| 2017 | The Great Silence                               | Lange pres. Firewall | Create Music                      |

### Remixe (Auswahl)
| Jahr | Interpret                        | Titel                |
| ---- | -------------------------------- | -------------------- |
| 1999 | DJ Sakin & Friends               | Protect Your Mind    |
| 1999 | Faithless                        | Why Go?              |
| 1999 | Pet Shop Boys                    | New York City Boy    |
| 2000 | Agnelli & Nelson                 | Everyday             |
| 2002 | Ian Van Dahl                     | Reason               |
| 2002 | Ian Van Dahl                     | Will I               |
| 2003 | Pulser                           | My Religion          |
| 2004 | The Thrillseekers                | New Life             |
| 2006 | Hemstock & Jennings              | Mirage               |
| 2008 | Kyau & Albert                    | Hide & Seek          |
| 2008 | Martin Roth & Alex Bartlett      | Off the World        |
| 2008 | Matt Cerf & Evelio feat. Jaren   | Walk Away            |
| 2009 | Ferry Corsten                    | We Belong            |
| 2011 | Gareth Emery feat. Mark Frisch   | Into the Light       |
| 2011 | Super8 & Tab feat. Betsie Larkin | Good Times           |
| 2012 | Dash Berlin feat. Kate Walsh     | When You Were Around |
| 2013 | Dennis Sheperd & Cold Blue       | Fallen Angel         |
| 2013 | Allure feat. Emma Hewitt         | No Goodbyes          |